# آندریبا
آندریبا (به لاتین: Andriba) یک منطقهٔ مسکونی در ماداگاسکار است که در مائوتنانا واقع شده‌است. آندریبا ۳۲٬۰۰۰ نفر جمعیت دارد و ۶۳۳ متر بالاتر از سطح دریا واقع شده‌است.